# Scio, Oregon
Scio är en ort i Linn County i delstaten Oregon, USA.